# Juan Moreira (novela)
Juan Moreira es una clásica novela gauchesca del escritor argentino Eduardo Gutiérrez, publicada como folletín entre noviembre de 1879 y enero de 1880 en el diario La Patria Argentina. Se encuentra inspirada en una crónica policial real protagonizada por el legendario cuchillero porteño Juan Moreira, quien fue muerto por la policía en Lobos, en 1874. Se trata de uno de los textos más importantes de la literatura argentina y del romanticismo hispanoamericano.
En 1884, Gutiérrez reescribió la novela como "mimodrama" para ser representado en el circo, y esta obra homónima se convirtió en la pieza fundadora del teatro rioplatense. Posteriormente, José Podestá guionó la pantomima, tomando palabras de la propia novela de Guitiérrez, poniéndola en escena por primera vez en Chivilcoy el 10 de abril de 1886. Con la creación del Juan Moreira hablado tiene lugar lo que se considera el nacimiento del teatro nacional argentino. Luego la obra fue representada en lugares de prestigio, como el Teatro Municipal Coliseo Podestá de La Plata, recientemente inaugurado,  y en teatros de todo el país durante varias décadas, convirtiéndose en uno de los éxitos históricos más importantes del teatro argentino. La obra llegó a ser conocida en Francia, Italia y España.  En París, poco tiempo después de haber estado allí José Podestá con su compañía, se popularizó la expresión “¡C’est un Moreyra!” para referirse a alguien que se batía en lances a causa de una mujer.  La novela de Gutiérrez fue llevada cinco veces al cine: dos veces en el cine mudo, y luego ya con el cine sonoro, primero con una versión de 1936, dirigida por Nelo Cosimi, después en 1948, con dirección de Luis José Moglia Barth, y por último en la clásica cinta de 1973 con dirección de Leonardo Favio.
Además, en 1897 en el Teatro de la Ópera de Buenos Aires se estrenó "Pampa", ópera en tres actos de Arturo Berutti (1858-1938), obra fundacional en la historia del teatro lírico argentino. "Pampa" está basada en la novela de Gutiérrez, sobre un libreto de Guido Borra.

## Publicación
La novela fue publicada a modo de folletín, en el diario La Patria Argentina, en entregas parciales, entre el 28 de noviembre de 1879 y el 8 de enero de 1880.
Juan Moreira anticipa la literatura de masas de la sociedad urbana moderna, impulsada por el proceso de alfabetización general. Estuvo dirigido a un público amplio, de raigambre popular, que se agolpaba en la puerta del diario para esperar y leer cada entrega. Esa misma característica le valió una crítica muy negativa por parte de las élites literarias, que cuestionaban el relato, calificado de "horripilante" y acusado de "estragar el gusto".
Eduardo Gutiérrez continuaría esta línea de personajes heroicos complicados en crónicas policiales, en otros relatos como Juan Cuello, Hormiga Negra y varios más.

## Estructura
La novela está compuesta de 17 capítulos, más un prólogo y un epílogo:
1. Prólogo
2. Los amores de Moreira
3. Un castigo terrible
4. El Cacique
5. La pendiente del crimen
6. Un gaucho flojo
7. Un encuentro fatal
8. El nido de desventuras
9. El último asilo
10. La vuelta al hogar
11. La fuerza del destino
12. La soberbia del valor
13. El guapo Juan Blanco
14. La policía en jaque
15. El Cuerudo
16. Jaque mate
17. El epitafio de Moreira
18. La daga de Moreira
19. Epílogo

## Sinopsis
La obra está encabezada por una cita del poema "Lázaro" escrito por su hermano,  Gordillo Pablo Ricardo Gutiérrez ("Como fiera perseguida/...voy a la muerte arrastrado/por mi propia tempestad"), en tanto que el prólogo comienza con esta frase: 

Juan Moreira es uno de esos seres que pisan el teatro de la vida con el destino de la celebridad; es de aquellos hombres que cualquiera que sea la senda social por donde el destino encamine sus pisadas, vienen a la vida poderosamente tallados en bronce.

De este modo Gutiérrez ubica como dato generador de la novela al hecho objetivo de la fama que tuvo Juan Moreira, un cuchillero, un hombre del pueblo que, más allá de los juicios positivos o negativos que podía merecer de sus contemporáneos, salió del anonimato para ser famoso.

### Los amores de Moreira
Juan Moreira era un personaje que trabajaba en funciones de "matón" o guardaespaldas de políticos y personas de la alta sociedad y era muy respetado, guitarrero y cantor, en el Partido de La Matanza (Las Matanzas), con una respetable pequeña propiedad. Está enamorado de Vicenta Andrea, la más linda paisanita de esos pagos, con quien se casa y tiene un hijo, al que le pusieron Juan, como el padre. Pero Vicenta es pretendida también por Don Francisco, el teniente alcalde de la región, al mando de la policía. Don Francisco comienza entonces a perseguir a Moreira, cobrándole multas caprichosas y llegando incluso a colocarlo en el cepo, cuando éste se quejó del trato. Simultáneamente Moreira le había prestado de palabra, como se hace en el campo, diez mil pesos al almacenero Sardetti, pero cuando aquel le pidió la devolución del préstamo, el pulpero comenzó a eludirlo. Entonces Moreira denunció a Sardetti ante Don Francisco, pero el pulpero negó la deuda y el teniente alcalde, acusándolo de mentiroso, mandó al gaucho nuevamente al cepo. Al ser liberado, Moreira ya había tomado la decisión:

Llegada la noche, Moreira se vistió cambiándose la ropa interior y poniéndose a la cintura su daga de combate, ensilló su caballo parejero con esa prolijidad que usa el gaucho cuando ha de hacer una larga jornada. Sus ojos brillaban de una manera particular y su fisonomía había tomado una expresión de fúnebre amenaza.

Se dirigió a la pulpería de Sardetti y lo retó a duelo, matándolo con la que sería su famosa daga, luego de sufrir una leve herida en el pecho.

Moreira contempló un segundo el cadáver de Sardetti, miró a los paisanos que no habían vuelto de su estupor y salió de la pulpería diciendo:
-Ahora, que se cumpla mi destino.

### Un castigo terrible
Luego del duelo, Juan Moreira huyó a Saladillo con su perro Cacique y su famoso caballo overo bayo que le regalara Adolfo Alsina, cuando aquel fue su guardaespalda. Mientras tanto, Don Francisco, amparado por el juez de paz, mandaba una partida policial con la orden de matarlo, a la vez que mataba a su suegro, destruía su rancho y encarcelaba a su esposa con el niño con el fin de quedársela. Enterado Moreira fue a enfrentar a Don Francisco; éste lo esperó con dos soldados, pero Juan Moreira, mata en duelo a los tres. Aprovechando la confusión, el gaucho mandó a su compañero Julián a liberar a Vicenta y a su hijo, escondiéndolos en el rancho de otro amigo, Giménez, quien le regala dos pistolas.
El juez de paz mandó entonces una partida de ocho soldados y un capitán para apresarlo. "Decidido a vencer o a morir en buena ley", Moreira los esperó en una pulpería, camino a Salto. "Aquello fue como un relámpago, pero un relámpago de muerte": el capitán y un soldado murieron, el sargento quedó herido y el resto huyó.

### El Cacique
"El perro es la policía del gaucho". El Cacique era el perro de Juan Moreira y fue el primer obsequio que le hiciera a su esposa, la Vicenta; cuando el gaucho comenzó a huir de la ley, decidió llevarlo consigo para recordarla y, al mismo tiempo, servirse de él como centinela. El Cacique y su caballo overo bayo -regalo de su antiguo patrón, Adolfo Alsina-, son los únicos compañeros que tendrá Moreira en su raid, recuerdos ambos de las dos personas que más apreciaba en el mundo.

### La pendiente del crimen
Moreira va a Navarro en plenas elecciones y por pedido del propio Alsina, se suma a la campaña, influyendo en el triunfo. El día de las elecciones se enfrenta en duelo de facones con Leguizamón, hombre de avería del otro partido, a quien vence sin matarlo. Terminada la elección, Leguizamón ya repuesto, busca nuevamente a Moreira para matarlo, generándose un nuevo duelo, en el que esta vez sí, muere el hombre fuerte del lugar. Luego enfrenta solo y hace huir a un grupo de cinco asesinos enviados a matar a Marañón, el recién electo caudillo del pueblo.

### El gaucho flojo
En la pulpería de López, Moreira se encuentra con Gondra, un "gaucho flojo", es decir un provocador que habla mucho pero que se acobarda cuando llega el momento del duelo. Moreira disgustado lo obliga a pelear: 

No hay más remedio que hacer la pata ancha; ya que «has comprado sin que nadie te venda», o peleas con ese hombre a quien has provocado o yo te saco las tripas de una puñalada. Pronto y basta de bromas.

Gondra gana el duelo y busca el reconocimiento del famoso gaucho, pero Moreira lo desprecia, antes de salir para Cañuelas: "Me voy porque no quiero vomitar de puro asco".

### Un encuentro fatal
Ya en Cañuelas Moreira se encuentra en una pulpería con Juan Córdoba, un gaucho peleador celoso de la fama de aquel. Moreira ignora reiteradamente las provocaciones, comparte la tarde con los paisanos e incluso canta con la guitarra una estrofas referidas a la muerte ("ven muerte, tan escondida,/que no te sienta venir"), pero finalmente el duelo se produce y Córdoba resulta muerto:

Moreira contempló aquel cadáver; se golpeó la cabeza en ademán desesperado y blandiendo su daga empapada de sangre, prorrumpió en una terrible maldición.
-¡Maldita sea mi suerte -continuó dirigiéndose a la puerta y llevando aún la daga en la mano-, que no puedo pisar un sitio sin tener que matar a un hombre!

Luego del duelo Moreira se dirige a Las Heras. Allí pasa la noche en la casa de Santiago, hermano de Julián, y su esposa Marta. Allí se encuentra con su amigo y le pide que vaya a ver a Vicenta y su hijo, para tener noticias de ellos. Sin embargo, su presencia en el pueblo no pasa desapercibida y el juez de paz organiza una partida reforzada de quince hombres para aprehenderlo. Fiel a su juramento ("he jurado no huir nunca ante nadie"), Moreira se prepara para enfrentarlos frente a todo el pueblo, sorprendiendo a la partida. Luego de herir con sus trabucos a varios soldados y hacer huir al resto, Juan Moreira se enfrenta con el capitán, a quien desarma y perdona la vida, antes de volver al rancho de Santiago, dando una gran carcajada, algo habitual en sus combates.

### El nido de desventuras
Luego de varios días, Julián vuelve con malas noticias. Luego de meses de pasar hambre y de resistir el cortejo del nuevo teniente alcalde, Vicenta Andrea terminó viviendo con el compadre Giménez, quien le miente que Moreira había muerto, a la vez que le provee comida para ella y Juancito. Un día que Giménez no estaba, el teniente alcalde va al rancho de Vicenta, golpeándola luego de que lo rechazara y amenazándola con quitarle el hijo. Juan Moreira toma entonces una decisión:

Me voy lejos, muy lejos amigo Julián, para que se olviden de mí y pegar la vuelta cuando menos lo piensen, para asegurar mi venganza.

### El último asilo
Moreira se dirige hacia la frontera con los indios y llega cerca de 25 de Mayo y luego al fortín San Carlos (antecedente de Bolívar, donde él mismo había servido como soldado y peleado en una famosa batalla contra Calfulcurá. Aquí se menciona la participación en dicha batalla del coronel Francisco Borges, abuelo del escritor Jorge Luis Borges). Moreira, luego de dormir, pone rumbo a Nueve de Julio y llega a la toldería de Simón Coliqueo, en la Tapera de Díaz, cerca de la actual población de Los Toldos. Moreira se queda tres meses con los indios, para irse luego de una partida de baraja contra Coliqueo, que terminó en un breve duelo, la partida del gaucho y un nuevo enfrentamiento contra cinco indios, en el que mata a dos y hace huir a los restantes.
Se dirige entonces a 25 de Mayo. Allí, en la pulpería, lo reta a duelo el Pato Picaso, con el resultado de que este muere de un golpe en la cabeza: "¡Está de Dios que no puedo luchar con mi sino!".

### La vuelta al hogar
Juan Moreira vuelve a Las Matanzas a buscar venganza. Entra de noche al rancho de Giménez para matarlo, pero este se escapa, aprovechando que los perros atacan al vengador. Moreira se reencuentra entonces con su hijo y llora al abrazarlo. Vicenta, al ver que su esposo está vivo, le pide morir:

-Mátame ligero, mátame mi Juan...
-No lo permita mi Dios,... vos no tenés la culpa y nuestro hijo te necesita porque yo no lo puedo llevar conmigo; ¿quién cuidaría de él si yo manchase mi mano matándote?

### La fuerza del destino
De vuelta en 25 Mayo se enfrenta a una partida dirigida por el sargento Santiago Navarro. Como siempre, Moreira se queda a enfrentarla, haciendo huir a los soldados luego de las primeras bajas, dejándolo solo a Navarro. Moreira y Navarro se enfrentan uno a uno, en lucha de valientes, y este queda malherido. Respetando el valor de Navarro ("el valor es la prenda que más se estima entre los paisanos"), Moreira lo atiende y lo cura:

El que diga que ese hombre es bandido -repuso Navarro incorporándose con firmeza en el catre-, es un puerco a quien le he de sacar los ojos a azotes-, y volvió a caer postrado por la debilidad que le ocasionara la pérdida de sangre.

### La soberbia del valor
Rondando Lobos, Juan Moreira se entera de que el compadre Giménez y Vicenta pasarían cerca en una galera. La intercepta, se reencuentra con su hijo y cuando va a matar al traidor, lo ataca una partida de soldados. En el enfrentamiento mueren tres integrantes de la partida, antes de huir, pero Moreira pierde su venganza. Enfurecido por eso con los soldados, los persigue a los que huyen, alcanzando al último y matándolo de un balazo en la cabeza. Luego del combate, Juan Moreira fue llamado por Marañón, el caudillo alsinista que dirigía Navarro, a quien Moreira había ayudado. Marañón le ofrece salir de la provincia un tiempo para limpiar su historial, pero Moreira se niega, porque su única razón para seguir vivo era vengarse y ver a su hijo.

### El guapo Juan Blanco
Un gaucho bien vestido llega al partido de Salto, y rápidamente se gana el respeto de las poblaciones por su valor hasta ser enrolado en la Guardia Nacional. Una noche en un velorio, el teniente alcalde del lugar lo provoca y aquel lo mata en duelo.

Media hora después todo los habitantes del Salto sabían que el tal Juan Blanco no era otro que el famoso Juan Moreira.

### La policía en jaque
En 1873 Juan Moreira vuelve a actuar en política, en el bando nacionalista, participando en la revolución de septiembre, en contra de Nicolás Avellaneda, radicándose en Lobos y frecuentando "La Estrella", un conocido prostíbulo. Gracias a la influencia de Moreira, los nacionalistas ganaron la elección en aquella zona. Luego de las elecciones el gobernador de la provincia, Mariano Acosta, mandó atraparlo, poniendo a cargo al coronel Garmendia quien a su vez envió al oficial de policía Adolfo Cortinas con 25 hombres. Se le atribuyen entonces falsamente asesinatos cobardes.
Sabiendo de la venida de Cortinas y sus hombres, Moreira se sentó a esperarlo en las mesas de una fonda ubicada en la plaza central de Lobos. Allí los enfrentó, matando a uno, hiriendo a otro y aparentando luego una huida, para emprender un segundo ataque, para vengarse del gaucho Carrizo, que fue quien lo señaló a la policía.

### El Cuerudo
El Cuerudo fue el Judas de Juan Moreira. Valiente duelista, borracho, guitarrero y contador de cuentos, fue en su casa donde Moreira se escondió luego del enfrentamiento con Cortinas.

### Jaque mate
El 30 de abril de 1874 Juan Moreira decide ir a "La Estrella" con su amigo el gaucho Julián Andrade, aun sabiendo que estaba vigilado. En cuanto llegó, poco antes del mediodía, el Cuerudo fue a avisar al juez de paz. Dos partidas policiales se prepararon para atraparlo: la de Lobos, dirigida por Pablo Berton, de la que formaba parte el famoso Sargento Chirino, y la enviada por el gobernador, al mando de Eulogio Varela y el comandante Bosch. Moreira dejó su caballo en el fondo detrás de una pared, listo en caso de necesitar escapar, y se instaló en una habitación con Laura. A las dos de la tarde llegó la partida y atrapó a Andrade. Moreira se vio entonces rodeado en la habitación, donde comenzó la lucha. Luego de enfrentarse con varios soldados y frente a frente con Varela, a quien hirió en una pierna, Moreira escapa de la habitación y salta al patio. Allí hirió a Berton en la mano y volvió a enfrentarse en duelo de sable y daga con Varela, a pesar de su herida. Embistiendo a los policías con su daga, tomó el patio y quedó a la vista de la pared del fondo, del otro lado del aljibe, sin saber que allí estaba escondido el Sargento Chirino. Y cuando ya había trepado casi la pared del fondo para escapar en su caballo, Chirino lo atravesó con su bayoneta, clavándolo a la pared.

¡Ah!, ¡cobarde!, cobarde -murmuró, dejando caer la daga de entre los dientes-, a hombres como yo no se les hiere por la espalda, ¡no podés negar que sos justicia!

Clavado como estaba, Moreira alcanzó sin embargo a disparar a Chirino, hiriéndolo en un ojo.
Liberado de la bayoneta, el gaucho malherido volvió a embestir a los policías, cayendo finalmente y muriendo con una sonrisa.

### El epitafio de Moreira
¡He aquí los graves defectos que adolece nuestra célebre Justicia de Paz! De un hombre nacido para el bien y para ser útil a sus semejantes, hacen una especie de fiera que, para salvar la cabeza del sable de las partidas tiene que echarse al camino y defenderse con la daga y el trabuco. Es preciso convencerse una vez por todas que el gaucho no es un paria sobre la tierra, que no tiene derechos de ninguna clase, ni aun el de poseer una mujer buena moza en contra de la voluntad de un teniente alcalde.

### La daga de Moreira
La daga de Moreira es digna de figurar en un museo al lado de la espada del Cid o cualquier otra arma histórica que simbolice un brazo de extraordinaria pujanza y un corazón de un temple espartano.

## Personajes
- Juan Moreira: el protagonista. Moreira no es estrictamente un gaucho debido a que no vive ni trabaja en el campo; es un personaje típico de las orillas de la ciudad que surge hacia la segunda mitad del siglo XIX. De alguna forma costumbrista, se puede asimilar a un gaucho tomado de la vida real. Habitante rural del partido de Las Matanzas (actual La Matanza, cordón industrial de Buenos Aires). Pequeño propietario y ex guardaespalda de Adolfo Alsina. Trabajador, guitarrero y respetado en su zona. Está casado con la Vicenta Andrea y tiene un hijo pequeño, llamado como él. Su gran amigo es Julián, otro gaucho. Tiene un perro, el Cacique -regalo de su esposa Vicenta- y un caballo overo bayo -regalo de Alsina-.
- Vicenta Andrea: esposa de Juan Moreira. Considerada como la joven más bonita de la zona. Pretendida por el teniente alcalde de la zona, es la razón de la persecución de la que es objeto Juan Moreira. Cuando este debe huir, es encarcelada y luego queda reducida a la pobreza y sola con su bebé. Se vio obligada a amancebarse con Giménez, un gaucho amigo de Moreira.
- Julián: el amigo leal de Moreira. Es quien le lleva noticias de la Vicenta.
- Juancito: hijo pequeño de Juan Moreira y Vicenta Andrea.
- Don Francisco: teniente alcalde de la zona. Abusa de su poder contra Juan Moreira debido a que este está con la Vicenta. Luego de que destruyera su rancho y encarcelara a la Vicenta, Juan Moreira fue a enfrentarlo, matándolo en la lucha.
- Giménez: supuesto amigo de Juan Moreira. Es quien le regala sus pistolas, antes de huir. Se aprovecha de la pobreza de Vicenta, le miente que Juan Moreira está muerto y se amanceba con ella. Juan Moreira intenta vengarse dos veces pero no lo logra.
- Marañón: político alsinista, hombre fuerte de Navarro. Protector de Juan Moreira.
- Eulogio Varela: comandante de la partida enviada por el gobernador para atrapar a Juan Moreira. Hombre valiente. Moreira lo respeta y no lo mata, cuando pudo hacerlo, luego de herirlo en el combate final.
- El Sargento Chirino: es quien hiere de muerte a Juan Moreira. Lo hace a traición. Antes de morir, Moreira sacó una pistola del cinto con la que, por encima del hombro, le pegó un balazo en un ojo; con la mano derecha tomó la daga que sostenía con los dientes y le cortó cuatro dedos de la mano que sostenía la bayoneta (ver el testimonio del sargento Chirino en los enlaces externos).

## Versiones cinematográficas
La novela ha sido llevada a la pantalla en cinco oportunidades: dos versiones en cine mudo, la última El último centauro (1923), en 1936, Juan Moreira, dirigida por Nelo Cosimi, en 1948 por Luis José Moglia Barth y en 1973 por Leonardo Favio.